# 阿沛·才旦卓嘎
阿沛·才旦卓嘎（藏語：ང་ཕོད་ཚེ་བརྟན་སྒྲོལ་དཀར་，威利转写：nga phod tshe brtan sgrol dkar，藏语拼音：Ngapoi Cedain Zhoigar，1915年9月—2012年5月24日），藏族，西藏拉萨人，中华人民共和国政治人物，中华全国妇女联合会第四至第七届副主席。

## 生平
阿沛·才旦卓嘎出身西藏贵族宇妥家族。1953年3月，任拉萨市爱国妇女联谊会筹备委员会主任。1954年3月，任拉萨市爱国妇女联谊会主任。1956年11月，任西藏爱国妇女联谊会副主任。1959年，代理西藏妇联主任，同年出任西藏自治区筹备委员会委员、全国妇联执行委员。1960年6月，任西藏妇联主任。1965年，任西藏自治区人民委员会委员。1973年7月起，任西藏自治区妇联副主任、名誉主任。1978年9月起，任全国妇联副主席。2003年3月，退休。
阿沛·才旦卓嘎是第三、四、五、六、七、八、九届全国人大代表，第三届全国政协委员。

## 家庭
第一任丈夫阿沛·薩旺欽波（劉曼卿譯薩汪晴布布）噶倫於1932年去世。1935年阿沛·阿旺晋美入贅阿沛家，兩人婚后育有12个子女。